# 1143
1143（千百四十三、せんひゃくよんじゅうさん）は自然数、また整数において、1142の次で1144の前の数である。

## 性質
- 1143は合成数であり、約数は 1, 3, 9, 127, 381, 1143 である。
  - 約数の和は1664。
- 255番目のハーシャッド数である。1つ前は1141、次は1148。
  - 9を基とする69番目のハーシャッド数である。1つ前は1134、次は1152。
- 1143 = 32 × 127
  - 2つの異なる素因数の積で p2 × q の形で表せる123番目の数である。1つ前は1132、次は1172。(オンライン整数列大辞典の数列 A054753)
- 約数の和が1143になる数は1個ある。(722) 約数の和1個で表せる192番目の数である。1つ前は1136、次は1148。

## その他 1143 に関連すること
- 京都放送ラジオ京都局の周波数は1143kHz。
- ロシアのキエフ級航空巡洋艦の正式名称は、1143号「クレーチェト」計画重航空巡洋艦。